# Premio Lazarillo
Los Premios Lazarillo son unos premios españoles de literatura infantil y juvenil, con varias secciones: creación literaria, álbum ilustrado (hasta 2006 ilustración) y (hasta 1975) mejor labor editorial. Originalmente lo convocaba el Instituto Nacional del Libro Español (INLE); desde 1986 lo promueven la Organización Internacional para el Libro Juvenil, y el Ministerio de Educación y Cultura. 

## Premio Lazarillo de creación literaria

### 2000-
- 2022 - Javier González Calero - ¿Vuelan las supergallinas?
- 2021 - Ledicia Costas - A lebre mecánica
- 2020 - David Hernández Sevillano - Cajapalabra
- 2019 - Jordi Sierra i Fabra - Como lágrimas en la lluvia
- 2018 - Andrea Maceiras - Rusgalia
- 2017 - (Ex aequo) Ledicia Costas - A balada dos unicornios y Rafael Salmerón - No te muevas, Musaraña
- 2016 - Carles Cano - El secret de l'avi
- 2015 - Ledicia Costas - Jules Verne e a vida secreta das mulleres planta
- 2014 - María Solar - O meu pesadelo favorito
- 2013 - Manel Ballart Piqué - Te llenaran de lunas
- 2012 - Diego Arboleda - Prohibido leer a Lewis Carroll
- 2011 - José Antonio Ramírez Lozano - Lengua de gato
- 2010 - Pilar Lozano Carbayo y Alejandro Rodríguez Puñal - Marco Polo no fue solo
- 2009 - Marcos S. Calveiro - O pintor do sombreiro de malvas
- 2008 - Pablo Albo - Diógenes
- 2007 - (Ex aequo) Luz Álvarez García - Alba de Montnegre y Miguel Ángel Mendo - Æternum o Memorias de un inmortal (joven)
- 2006 - Beatriz Osés - Cuentos como pulgas
- 2005 - Ángeles Alfaya - A ollada de Elsa
- 2004 - Xosé Antonio Neira Cruz - A noite da raíña Berenguela
- 2003 - Juan Carlos Martín Ramos - Poemamundi
- 2002 - Laida Martínez Navarro - Torre Pacheco jero y Maxi
- 2001 - Ana María Fernández Martínez - Amar e outros verbos
- 2000 - Gloria Sánchez - Cándida Viladecruces

### 1976-1999
- 1999 - Marilar Aleixandre - A banda sen futuro
- 1998 - Emilio Pascual - Día de Reyes Magos
- 1997 - Eliacer Cansino - El misterio Velázquez
- 1996 - Miguel Ángel Pacheco - Los zapatos de Murano
- 1995 - José Zafra Castro - Tres historias de Sergio
- 1994 - Carles Cano Peiró - T'he agafat, Caputxeta
- 1993 - desierto
- 1992 - Francisco A. Díaz Guerra - El alfabeto de las 211 puertas
- 1991 - Enrique Páez - Devuélveme el anillo, pelo cepillo
- 1990 - Agustín Fernández Paz - Contos por palabras
- 1989 - Miguel Ángel Mendo - Por un maldito anuncio
- 1988 - Manuel Alfonseca Moreno - El rubí del Ganges
- 1987 - Beatriz Doumerc y Ricardo Alcántara - Un cuento grande como una casa
- 1986 - Fernando Martínez Gil - El juego del pirata
- 1985 - Francisco Climent Carrau - El tesoro del Capitán Nemo
- 1984 - Concha López Narváez - El amigo oculto y los espíritus de la tarde
- 1983 - Miguel M. Fdez.de Velasco - Las tribulaciones de Pabluras
- 1982 - Pilar Mateos - Capitanes de plástico
- 1981 - José Antonio del Cañizo - Las cosas del abuelo
- 1980 - Joan Manuel Gisbert - El misterio de la isla de Tökland
- 1979 - desierto
- 1978 - Hilda Perera - Podría ser que una vez
- 1977 - Fernando Alonso Alonso - El hombrecito vestido de gris y otros cuentos
- 1976 - no se convoca

### 1958-1975
- 1975 - Hilda Perera - Cuentos para chicos y grandes
- 1974 - Consuelo Armijo - Los Batautos
- 1973 - Carmen Vázquez Vigo - Caramelos de menta
- 1972 - Aaron Cupit - Cuentos del año 2100
- 1971 - María Puncel - Operación pata de oso
- 1970 - Fernando Sadot Pérez - Cuentos del zodíaco
- 1969 - José Javier Aleixandre - Froilán, el amigo de los pájaros
- 1968 - Jaime Ferrán - Ángel en Colombia
- 1967 - Lita Tiraboschi - Historia del gato que vino con Solís
- 1966 - Marta Osorio - El caballito que quería volar
- 1965 - Ana María Matute - El polizón del Ulises
- 1964 - Carmen Kurtz - Color de fuego
- 1963 - Angela C. Ionescu - De un país lejano
- 1962 - Concha Fernánez-Luna - Fiesta en Marilandia
- 1961 - Joaquín Aguirre Bellver - El Juglar del Cid
- 1960 - Montserrat del Amo - Rastro de Dios
- 1959 - Miguel Buñuel Tallada - El niño, la golondrina y el gato
- 1958 - Alfonso Iniesta - Dicen de las florecillas

## Premio Lazarillo álbum ilustrado
- 2022 - Mercé López y Javier Bermúdez - Montañas
- 2021 - Víctor Jimeno - Y tú, ¿de qué color lo ves?
- 2020 - Federico Delicado - Rizoma
- 2019 - Carmen López López - Una niña fantasma
- 2018 - Begoña Oro y Paloma Corral - Un fuego rojo
- 2017 - Eva Palomar - Bienvenida, Lupe
- 2016 - Kike Ibáñez y Ana González - Barrios de colores
- 2015 - Maite Gurrutxaga y Alaine Agirre - Martín
- 2014 - Marta Nuñez Puerto y Maite Mutuberria Larrayoz - El país donde habitan las cigüeñas
- 2013 - Pablo Albo e Iratxe López de Munáin - La mujer más alta del mundo
- 2012 - Ramón Trigo - Leviatán
- 2011 - Ángela Cabrera y Margarita del Mazo - El flautista de Hamelín
- 2010 - (Ex aequo) Enrique Flores - Parchís y Lluïsot - El sueño del viejo marinero
- 2009 - Alberto Pérez Villacampa y Jorge del Corral - Los fabricantes de montañas
- 2008 - Roger Olmos y Roberto Aliaga - El príncipe de los enredos
- 2007 - Jesús Cisneros - Ramón

## Premio Lazarillo ilustración

### 1976-2006
- 2006 - Montserrat Batet - Pururavas
- 2005 - Manuel Hidalgo - La casita de chocolate
- 2004 - Adrià Gòdia - El último día de otoño (textos del autor)
- 2003 - Tae Mori - Alimentos (texto irrelevante)
- 2002 - Carles Arbat - La ciutat dels ignorants (textos del autor)
- 2001 - Saúl Óscar Rojas - Los siete domingos (textos del autor)
- 2000 - Fernando Gómez Díaz - El acertijo de Pópol[1]
- 1999 - Pablo Amargo - No todas las vacas son iguales, de Antonio Ventura
- 1998 - Judit Morales y Adrià Gòdia - No eres más que una pequeña hormiguita (texto de los autores)
- 1997 - Manuel Barbero Richart - El niño que dejó de ser pez
- 1996 - Isidro Ferrer - El verano y sus amigos, de Marisa López Soria
- 1995 - Lluis Farré Estrada - Una casa com un cabàs
- 1994 - Samuel Velasco - Chumplufated
- 1993 - Gabriela Rubio - Bzzz... (textos de la autora)
- 1992 - José María Carmona - Entre el juego y el fuego. Antología poética de Vicente Huidobro
- 1991 - Gusti - La pequeña Wu-li, de Ricardo Alcántara
- 1990 - Marta Balaguer - Quina nit de Reis! (textos de la autora)
- 1989 - Pablo Echevarría - "Miwi", de Pablo Echevarría
- 1988 - Paco Giménez - Historia de una receta, de Carles Cano
- 1987 - Montse Ginesta - Gargantúa
- 1986 - Ángel Esteban - Los norks
- 1985 - Tino Gatagán - La reina de las nieves
- 1984 - Alfonso Ruano Martín - El camino de Juan. El caballo fantástico
- 1983 - Juan Carlos Eguillor - El saco de leña
- 1982 - Clara Pérez Escrivá - La hija del sol
- 1981 - Carme Solé Vendrell - Cepillo, de Pere Calders

### 1958-1980
- 1980 - Viví Escrivá - Dos cuentos de princesas
- 1979 - Ulises Wensell - Cuando sea mayor seré marino
- 1978 - José Ramón Sánchez - Los libros del aprendiz de brujo
- 1977 - desierto
- 1976 - no se convoca
- 1975 - Margarita Vázquez de Praga - La ventana de María
- 1974 - Miguel Calatayud - Cuentos del año 2100
- 1973 - Miguel Ángel Pacheco - Maestro de la fantasía
- 1972 - Manuel Boix - El país de las cosas perdidas
- 1971 - [Fernando Sáez] - Goya
- 1970 - Felicidad Montero - Los músicos de Bremen
- 1969 - Fernando Sáez - El Lazarillo de Tormes
- 1968 - María Rius - ¿Por qué cantan los pájaros?
- 1967 - Roque Riera Rojas - El Ingenioso Hidalgo Don Quijote de la Mancha
- 1966 - Luis de Horna - Gino, Comino y el camello Moja-Jamón
- 1965 - Asun Balzola - Cancionero infantil universal
- 1964 - Daniel Zarza Ballugera - Fiesta en Marilandia
- 1963 - Celedonio Perellón - Cuentos del ángel custodio
- 1962 - José Picó - Fantasía
- 1961 - José Narro Celorio - Robinson Crusoe
- 1960 - Manuel Jiménez Arnalot - Yo soy el gato
- 1959 - Rafael Munoa - Exploradores en África
- 1958 - José Francisco Aguirre - El libro del desierto